# Annemarie Seemann

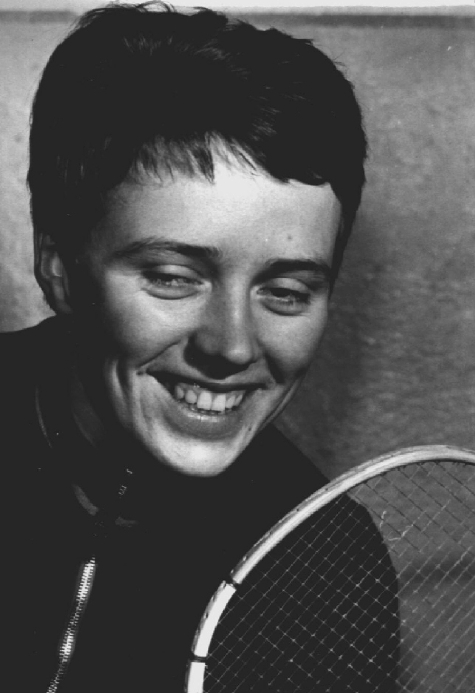
Annemarie Seemann (hier noch Annemarie Fritzsche) Anfang der 1960er

Annemarie Seemann, geborene Annemarie Fritzsche, (* 2. September 1942 in Dreiwerden) ist eine ehemalige deutsche Badmintonspielerin.

## Karriere
In Tröbitz erlernte sie das Badminton-Spiel in der BSG Aktivist Tröbitz. Für diesen Verein errang sie auch alle ihre nationalen Erfolge. Sie gehörte zur ersten DDR-Meistermannschaft 1960. Mit dem Team gewann sie von 1962 bis 1970 neun weitere Titel. Ihre größten Erfolge in den Einzeldisziplinen feierte sie im Damendoppel. Gemeinsam mit ihrer Vereinskameradin Rita Gerschner gewann sie vier DDR-Titel in dieser Disziplin. 1964 heiratete sie ihren langjährigen Mixed-Partner und Mannschaftskollegen Gottfried Seemann.
Heute lebt sie mit ihrem Mann noch immer in Schilda.

## Sportliche Erfolge
| Veranstaltung                | Saison    | Disziplin   | Platz | Name |
| ---------------------------- | --------- | ----------- | ----- | --- |
| DDR-Mannschaftsmeisterschaft | 1959/1960 | Mannschaft  | 1     | Aktivist Tröbitz (Gottfried Seemann, Annemarie Fritzsche, Gerolf Seemann, Joachim Ecknig, Helga Krüger, Hans Bräuer, Klaus Vogel, Ina Peuten)                                                                        |
| DDR-Einzelmeisterschaft      | 1960/1961 | Damendoppel | 2     | Annemarie Fritzsche / Ursula Hansche-Promnitz (Aktivist Tröbitz / Einheit Spremberg) |
| DDR-Mannschaftsmeisterschaft | 1960/1961 | Mannschaft  | 2     | Aktivist Tröbitz (Gottfried Seemann, Hans Bräuer, Joachim Ecknig, Klaus Katzor, Gerolf Seemann, Annemarie Fritzsche, Helga Krüger)                                                                                   |
| DDR-Einzelmeisterschaft      | 1960/1961 | Mixed       | 3     | Annemarie Fritzsche / Gottfried Seemann (Aktivist Tröbitz) |
| DDR-Einzelmeisterschaft      | 1961/1962 | Damendoppel | 1     | Rita Gerschner / Annemarie Fritzsche (Aktivist Tröbitz) |
| DDR-Mannschaftsmeisterschaft | 1961/1962 | Mannschaft  | 1     | Aktivist Tröbitz (Gottfried Seemann, Gerolf Seemann, Peter Schurig, Erich Wilde, Klaus Katzor, Annemarie Fritzsche, Rita Gerschner, Helga Krüger)                                                                    |
| DDR-Mannschaftsmeisterschaft | 1962/1963 | Mannschaft  | 1     | Aktivist Tröbitz (Gottfried Seemann, Gerolf Seemann, Erich Wilde, Klaus Katzor, Annemarie Fritzsche, Rita Gerschner)                                                                                                 |
| DDR-Einzelmeisterschaft      | 1962/1963 | Damendoppel | 1     | Rita Gerschner / Annemarie Fritzsche (Aktivist Tröbitz) |
| DDR-Einzelmeisterschaft      | 1962/1963 | Mixed       | 3     | Erich Wilde / Annemarie Fritzsche (Aktivist Tröbitz) |
| DDR-Mannschaftsmeisterschaft | 1963/1964 | Mannschaft  | 1     | Aktivist Tröbitz (Gottfried Seemann, Gerolf Seemann, Erich Wilde, Klaus Katzor, Annemarie Fritzsche, Rita Gerschner, Gitta Rost)                                                                                     |
| DDR-Einzelmeisterschaft      | 1963/1964 | Damendoppel | 1     | Rita Gerschner / Annemarie Seemann (Aktivist Tröbitz) |
| DDR-Mannschaftsmeisterschaft | 1964/1965 | Mannschaft  | 1     | Aktivist Tröbitz (Gottfried Seemann, Gerolf Seemann, Erich Wilde, Klaus Katzor, Heinz Glormus, Gerhard Dietze, Peter Schurig, Gotthard Girke, Marlies Bissendorf, Gitta Rost, Annemarie Fritzsche, Rita Gerschner)   |
| DDR-Mannschaftsmeisterschaft | 1965/1966 | Mannschaft  | 1     | Aktivist Tröbitz (Gottfried Seemann, Joachim Schimpke, Gerolf Seemann, Peter Schurig, Erich Wilde, Klaus Katzor, Rita Gerschner, Annemarie Fritzsche, Gitta Rost)                                                    |
| DDR-Einzelmeisterschaft      | 1965/1966 | Damendoppel | 1     | Rita Gerschner / Annemarie Seemann (Aktivist Tröbitz) |
| DDR-Mannschaftsmeisterschaft | 1966/1967 | Mannschaft  | 1     | Aktivist Tröbitz (Gottfried Seemann, Joachim Schimpke, Erich Wilde, Klaus-Peter Färber, Klaus Katzor, Harry Deinert, Helfried Wunderlich, Gerhard Dietze, Ruth Mertzig, Rita Gerschner, Annemarie Fritzsche)         |
| DDR-Einzelmeisterschaft      | 1966/1967 | Damendoppel | 2     | Rita Gerschner / Annemarie Seemann (Aktivist Tröbitz) |
| DDR-Einzelmeisterschaft      | 1967/1968 | Damendoppel | 2     | Rita Gerschner / Annemarie Seemann (Aktivist Tröbitz) |
| DDR-Mannschaftsmeisterschaft | 1967/1968 | Mannschaft  | 1     | Aktivist Tröbitz (Gottfried Seemann, Joachim Schimpke, Erich Wilde, Klaus-Peter Färber, Klaus Katzor, Ruth Mertzig, Annemarie Seemann, Rita Gerschner)                                                               |
| DDR-Mannschaftsmeisterschaft | 1968/1969 | Mannschaft  | 1     | Aktivist Tröbitz (Gottfried Seemann, Joachim Schimpke, Erich Wilde, Klaus-Peter Färber, Klaus Katzor, Roland Riese, Harry Deinert, Ruth Mertzig, Rita Gerschner, Annemarie Seemann, Angelika Seifert, Monika Thiere) |
| DDR-Mannschaftsmeisterschaft | 1969/1970 | Mannschaft  | 1     | Aktivist Tröbitz (Gottfried Seemann, Joachim Schimpke, Erich Wilde, Klaus-Peter Färber, Roland Riese, Klaus Katzor, Rita Gerschner, Monika Thiere, Annemarie Seemann)                                                |
| DDR-Mannschaftsmeisterschaft | 1982/1983 | Mannschaft  | 3     | Fortschritt Tröbitz (Joachim Schimpke, Roland Riese, Frank-Thomas Seyfarth, Thomas Dittrich, Harald Richter, René Born, Christine Ober, Carmen Ober, Annemarie Seemann, Petra Schubert)                              |

## Referenzen
- René Born: 1957–1997. 40 Jahre Badminton in Tröbitz – Die Geschichte des BV Tröbitz e. V., Eigenverlag (1997), 84 Seiten. (Online-Version)
- René Born: Badminton in Tröbitz (Teil 1 – Die Anfänge, die Medaillengewinner, die Statistik), Eigenverlag (2007), 455 Seiten (Online-Version)
- Martin Knupp: Deutscher Badminton Almanach, Eigenverlag (2003), 230 Seiten

| Personendaten    | Personendaten                      |
| ---------------- | ---------------------------------- |
| NAME             | Seemann, Annemarie                 |
| ALTERNATIVNAMEN  | Fritzsche, Annemarie (Geburtsname) |
| KURZBESCHREIBUNG | deutsche Badmintonspielerin        |
| GEBURTSDATUM     | 2. September 1942                  |
| GEBURTSORT       | Dreiwerden                         |